# Красная книга Самарской области
Красная книга Самарской области — официальный документ, содержащий аннотированный список редких и находящихся под угрозой исчезновения животных, растений и грибов Самарской области, сведения о их состоянии и распространении, а также необходимых мерах охраны. Учреждена Приказом Министерства природных ресурсов и охраны окружающей среды Самарской области № 4 от 31 августа 2005 года. Первое издание опубликовано в 2007-м (1-й том) и в 2009-м годах (2-й том).

## Издание

### Том 1. Растения, лишайники и грибы
В издание Красной книги Самарской области, вышедшее в 2007 году включены 258 видов цветковых растений, 4 вида голосеменных, 3 — плауновидных, 2 — хвощевидных, 14 — папоротниковидных, 6 — моховидных, 7 — лишайников, 8 — водорослей и 4 вида грибов.

### Том 2. Животные
В издание Красной книги Самарской области, вышедшее в 2009 году включены 272 вида животных, в том числе 1 вид малощетинковых червей, 2 — брюхоногих моллюсков, 5 — паукообразных, 188 — насекомых, 10 — рыб, 5 — земноводных, 8 — пресмыкающихся, 36 — птиц и 17 видов млекопитающих.

## Голубая и Зелёная книги
Кроме Красной книги Самарской области в регионе с 2001 по 2005 год действовали Зелёная и Голубая книга, со списками подлежащих охране редких и исчезающих растительных сообществ и редких и исчезающих гидробиоценозов соответственно.

## Списки видов

### Растения и грибы
На 2017 год в Красную книгу внесены 286 видов растений и грибов (в скобках указана категория редкости).
- Allium delicatulum — Лук привлекательный (1)
- Allium inderiense — Лук индерский (2)
- Allium obliquum — Лук косой (1)
- Allium tulipifolium — Лук тюльпанолистный (3)
- Bupleurum aureum — Володушка золотистая (3)
- Bupleurum falcatum — Володушка серповидная (3)
- Cicuta virosa — Вех ядовитый (3)
- Eriosynaphe longifolia — Пушистоспайник длиннолистный (3)
- Ferula caspica — Смолоносица каспийская, или Ферула каспийская (3)
- Ferula tatarica — Смолоносица татарская, или Ферула татарская (3)
- Laser trilobum — Лазурник трёхлопастной (3)
- Ostericum palustre — Маточник болотный (3)
- Palimbia turgaica — Палимбия тургайская (3)
- Pastinaca clausii — Пастернак Клауса (3)
- Pleurospermum uralense — Реброплодник уральский (2)
- Trinia hispida — Триния щетиноволосая (3)
- Trachomitum sarmatiense — Кендырь сарматский (1)
- Calla palustris — Белокрыльник болотный (2)
- Asparagus inderiensis — Спаржа индерская (1)
- Asparagus pallasii — Спаржа Палласа (2)
- Anthemis trotzkiana — Пупавка Корнух-Троцкого (1)
- Artemisia pauciflora — Полынь малоцветковая (3)
- Artemisia salsoloides — Полынь солянковидная (3)
- Centaurea taliewii — Василёк Талиева (1)
- Helichrysum arenarium — Цмин песчаный (5)
- Jurinea ledebourii — Наголоватка Ледебура (3)
- Lactuca quercina — Латук дубравный (1)
- Parasenecio hastatus — Лжекрестовник копьевидный (2)
- Rhaponticum serratuloides — Рапонтикум серпуховидный (3)
- Betula humilis — Берёза приземистая (1)
- Onosma polychroma — Оносма многоцветковая (3)
- Rindera tetraspis — Риндера четырёхщитковая (1)
- Alyssum lenense — Бурачок ленский (3)
- Arabidopsis toxophylla — Резушка стреловидная (1)
- Clausia aprica — Клаусия солнцелюбивая (3)
- Crambe tataria — Катран татарский (3)
- Diplotaxis cretacea — Двурядник меловой (4)
- Lepidium coronopifolium — Клоповник воронцелистный (3)
- Lepidium crassifolium — Клоповник толстолистный (4)
- Matthiola fragrans — Левкой душистый (3)
- Schivereckia hyperborea — Шиверекия северная (2)
- Syrenia cana — Сирения седая (3)
- Adenophora liliifolia — Бубенчик лилиелистный (3)
- Campanula latifolia — Колокольчик широколистный (5)
- Cerastium zhiguliense — Ясколка жигулевская (3)
- Dianthus acicularis — Гвоздика иглолистная (1)
- Dianthus leptopetalus — Гвоздика узколепестная (3)
- Dianthus volgicus — Гвоздика волжская (3)
- Eremogone koriniana — Пустынница Корина (5)
- Gypsophila juzepczukii — Качим Юзепчука (3)
- Gypsophila zheguliensis — Качим жигулевский (3)
- Camphorosma monspeliaca — Камфоросма монпелийская (3)
- Camphorosma songorica — Камфоросма джунгарская (3)
- Petrosimonia triandra — Петросимония трёхтычинковая (3)
- Suaeda prostrata — Сведа лежачая (3)
- Helianthemum nummularium — Солнцецвет монетолистный (3)
- Helianthemum zheguliense — Солнцецвет жигулевский (3)
- Maianthemum bifolium — Майник двулистный (2)
- Convolvulus lineatus — Вьюнок линейчатый (3)
- Hylotelephium zhiguliense — Очитник жигулевский (3)
- Carex arnellii — Осока Арнелла (1)
- Carex disticha — Осока двурядная (3)
- Carex ericetorum — Осока верещатниковая (3)
- Carex lasiocarpa — Осока волосистоплодная (2)
- Carex limosa — Осока топяная (4)
- Cladium mariscus — Меч-трава обыкновенная (1)
- Eriophorum angustifolium — Пушица узколистная (2)
- Eriophorum gracile — Пушица стройная (2)
- Eriophorum vaginatum — Пушица влагалищная (2)
- Schoenus ferrugineus — Схенус ржавый (1)
- Scirpoides holoschoenus — Лжекамыш обыкновенный, или Сцирпоидес обыкновенный (3)
- Cephalaria uralensis — Головчатка уральская (3)
- Knautia tatarica — Короставник татарский (3)
- Scabiosa isetensis — Скабиоза исетская (5)
- Drosera rotundifolia — Росянка круглолистная (1)
- Arctostaphylos uva-ursi — Толокнянка обыкновенная (1)
- Oxycoccus palustris — Клюква болотная (1)
- Vaccinium myrtillus — Черника  (2)
- Vaccinium vitis-idaea — Брусника  (2)
- Euphorbia undulata — Молочай волнистый (3)
- Euphorbia zhiguliensis — Молочай жигулевский (3)
- Mercurialis perennis — Пролесник многолетний (2)
- Astragalus cornutus — Астрагал рогоплодный (3)
- Astragalus helmii — Астрагал Гельма (3)
- Astragalus macropus — Астрагал длинноножковый (5)
- Astragalus sulcatus — Астрагал бороздчатый (3)
- Astragalus temirensis — Астрагал темирский (3)
- Astragalus tenuifolius — Астрагал тонколистный (3)
- Astragalus ucrainicus — Астрагал украинский (3)
- Astragalus wolgensis — Астрагал волжский (5)
- Astragalus zingeri — Астрагал Цингера (3)
- Glycyrrhiza glabra — Солодка голая (3)
- Hedysarum gmelinii — Копеечник Гмелина (3)
- Hedysarum grandiflorum — Копеечник крупноцветковый (5)
- Hedysarum razoumovianum — Копеечник Разумовского (3)
- Lathyrus litvinovii — Чина Литвинова (3)
- Lathyrus niger — Чина чёрная (3)
- Medicago cancellata — Люцерна решетчатая (3)
- Oxytropis floribunda — Остролодочник пышноцветущий (3)
- Oxytropis hippolyti — Остролодочник Ипполита (3)
- Oxytropis knjazevii — Остролодочник Князева (3)
- Corydalis intermedia — Хохлатка промежуточная (3)
- Centaurium uliginosum — Золототысячник болотный (3)
- Gentiana pneumonanthe — Горечавка легочная (3)
- Gentianella lingulata — Горечавочка язычковая (4)
- Globularia punctata — Шаровница крапчатая (5)
- Ornithogalum fischeranum — Птицемлечник Фишера (3)
- Gladiolus tenuis — Шпажник тонкий (3)
- Iris aphylla — Касатик безлистный (3)
- Iris halophila — Касатик солелюбивый (1)
- Iris pumila — Касатик низкий (5)
- Iris sibirica — Касатик сибирский (3)
- Triglochin maritimum — Триостренник морской (5)
- Ajuga glabra — Живучка голая (2)
- Nepeta ucranica — Котовник украинский (5)
- Salvia glutinosa — Шалфей клейкий (2)
- Thymus dubjanskyi — Тимьян Дубянского, или Чабрец Дубянского (3)
- Thymus zheguliensis — Тимьян жигулевский, или Чабрец жигулевский (3)
- Fritillaria meleagroides — Рябчик шахматовидный (3)
- Fritillaria ruthenica — Рябчик русский (5)
- Gagea bulbifera — Гусиный лук луковичный (3)
- Gagea mirabilis — Гусиный лук удивительный (4)
- Lilium pilosiusculum — Лилия опушённая (3)
- Tulipa biebersteiniana — Тюльпан Биберштейна (4)
- Tulipa schrenkii — Тюльпан Шренка (3)
- Goniolimon elatum — Углостебельник высокий, или Гониолимон высокий (5)
- Limonium caspium — Кермек каспийский (2)
- Limonium suffruticosum — Кермек полукустарничковый (1)
- Linum flavum — Лён жёлтый (5)
- Linum perenne — Лен многолетний (5)
- Linum uralense — Лен уральский (3)
- Menyanthes trifoliata — Вахта трёхлистная (3)
- Caulinia minor — Каулиния малая (4)
- Najas major — Наяда большая (4)
- Nuphar pumila — Кубышка малая (4)
- Nymphaea candida — Кувшинка чисто-белая (3)
- Circaea alpina — Двулепестник альпийский (3)
- Circaea quadrisulcata — Двулепестник четырёхбороздный (3)
- Cephalanthera rubra — Пыльцеголовник красный (3)
- Cypripedium calceolus — Венерин башмачок настоящий (3)
- Dactylorhiza fuchsii — Пальчатокоренник Фукса (3)
- Dactylorhiza incarnata — Пальчатокоренник мясо-красный (3)
- Dactylorhiza maculata — Пальчатокоренник пятнистый (3)
- Epipactis atrorubens — Дремлик тёмно-красный (3)
- Epipactis palustris — Дремлик болотный (3)
- Epipogium aphyllum — Надбородник безлистный (4)
- Gymnadenia conopsea — Кокушник длиннорогий (3)
- Hammarbya paludosa — Гаммарбия болотная (1)
- Herminium monorchis — Бровник одноклубневый (1)
- Liparis loeselii — Липарис Лезеля (1)
- Listera ovata — Тайник яйцевидный (1)
- Neottia nidus-avis — Гнездовка обыкновенная (3)
- Neottianthe cucullata — Неоттианта клобучковая (1)
- Orchis militaris — Ятрышник шлемовидный (3)
- Orchis ustulata — Ятрышник обожжённый (1)
- Platanthera bifolia — Любка двулистная (3)
- Parnassia palustris — Белозор болотный (2)
- Plantago cornuti — Подорожник Корнута (5)
- Plantago maxima — Подорожник наибольший (5)
- Plantago salsa — Подорожник солончаковый (3)
- Bromopsis benekenii — Кострец Бенекена (3)
- Catabrosella humilis — Катаброзочка низкая (4)
- Cinna latifolia — Цинна широколистная (1)
- Cleistogenes squarrosa — Змеёвка обыкновенная (3)
- Drymochloa sylvatica — Лесовка лесная (3)
- Elytrigia pruinifera — Пырей инееватый (4)
- Helictotrichon schellianum — Овсец Шелля (3)
- Koeleria sclerophylla — Тонконог жестколистный (5)
- Neoholubia pubescens — Овсец опушённый (3)
- Pholiurus pannonicus — Чешуехвостник паннонский (2)
- Poa saksonovii — Мятлик Саксонова (3)
- Psathyrostachys juncea — Ломкоколосник ситниковый (3)
- Stipa dasyphylla — Ковыль опушеннолистный (3)
- Stipa korshinskyi — Ковыль Коржинского (3)
- Stipa pennata — Ковыль перистый (5)
- Stipa pulcherrima — Ковыль красивейший (3)
- Stipa tirsa — Ковыль узколистный (3)
- Stipa zalesskii — Ковыль Залесского (3)
- Polemonium caeruleum — Синюха голубая (3)
- Polygala sibirica — Истод сибирский (3)
- Atraphaxis frutescens — Курчавка кустарниковая (3)
- Atraphaxis replicata — Курчавка отогнутая (3)
- Bistorta officinalis — Змеевик лекарственный (3)
- Primula macrocalyx — Первоцвет крупночашечный (3)
- Trientalis europaea — Седмичник европейский (2)
- Chimaphila umbellata — Зимолюбка зонтичная (3)
- Moneses uniflora — Одноцветка одноцветковая (2)
- Pyrola chlorantha — Грушанка зеленоцветная (3)
- Pyrola minor — Грушанка малая (3)
- Pyrola rotundifolia — Грушанка круглолистная (3)
- Aconitum septentrionale — Борец северный (3)
- Adonanthe vernalis — Желтоцвет весенний (5)
- Adonanthe volgensis — Желтоцвет волжский (5)
- Anemonoides altaica — Ветреничка алтайская (3)
- Anemonoides × — Ветреничка Коржинского (3)
- Clematis integrifolia — Ломонос цельнолистный (4)
- Delphinium subcuneatum — Живокость почти-клиновидная (4)
- Pulsatilla patens — Прострел раскрытый (5)
- Pulsatilla pratensis — Прострел луговой (2)
- Ranunculus lingua — Лютик языколистный (2)
- Ranunculus polyphyllus — Лютик многолистный (4)
- Ranunculus polyrhizos — Лютик многокорневой (3)
- Trollius europaeus — Купальница европейская (3)
- Comarum palustre — Сабельник болотный (3)
- Cotoneaster laxiflorus — Кизильник черноплодный (5)
- Crataegus volgensis — Боярышник волжский (5)
- Potentilla erecta — Лапчатка прямая (2)
- Asperula exasperata — Ясменник шероховатый (3)
- Asperula petraea — Ясменник скальный (4)
- Dictamnus caucasicus — Ясенец кавказский (3)
- Salix lapponum — Ива лапландская (2)
- Salix rosmarinifolia — Ива розмаринолистная (3)
- Chrysosplenium alternifolium — Селезеночник очереднолистный (3)
- Digitalis grandiflora — Наперстянка крупноцветковая (1)
- Linaria incompleta — Льнянка неполноцветковая (3)
- Pedicularis dasystachys — Мытник мохнатоколосый (3)
- Scrophularia umbrosa — Норичник теневой (3)
- Veronica officinalis — Вероника лекарственная (2)
- Daphne mezereum — Волчеягодник обыкновенный (3)
- Valeriana tuberosa — Валериана клубненосная (5)
- Viola epipsila — Фиалка лысая, или Фиалка сверху-голая (1)
- Viola riviniana — Фиалка Ривиниуса (4)

- Juniperus sabina — Можжевельник казацкий (1)
- Ephedra distachya — Хвойник двухколосковый (3)

- Asplenium ruta-muraria — Костенец постенный (1)
- Asplenium septentrionale — Костенец северный (1)
- Asplenium trichomanes — Костенец волосовидный (1)
- Athyrium filix-femina — Кочедыжник женский (3)
- Diplazium sibiricum — Орлячок сибирский, или Диплазий сибирский (1)
- Gymnocarpium dryopteris — Голокучник обыкновенный (3)
- Gymnocarpium robertianum — Голокучник Роберта (3)
- Botrychium lunaria — Гроздовник полулунный (1)
- Dryopteris cristata — Щитовник гребенчатый (3)
- Polystichum braunii — Многорядник Брауна (1)
- Matteuccia struthiopteris — Страусник обыкновенный (3)
- Ophioglossum vulgatum — Ужовник обыкновенный (3)
- Polypodium vulgare — Многоножка обыкновенная (1)
- Phegopteris connectilis — Буковник связывающий, или Фегоптерис связывающий (1)

- Hippochaete ramosissima — Хвощевник ветвистый (3)

- Diphasiastrum complanatum — Двурядник сплюснутый, или Дифазиаструм сплюснутый (1)
- Lycopodium annotinum — Плаун годичный (1)
- Lycopodium clavatum — Плаун булавовидный (1)

- Anomodon attenuatus — Аномодон утончённый (3)
- Anomodon longifolius — Аномодон длиннолистный (3)
- Climacium dendroides — Климаций древовидный (3)
- Hylocomium splendens — Гилокомиум блестящий (3)
- Rhytidiadelphus triquetrus — Ритидиадельфус трёхгранный (3)
- Leucodon sciuroides — Левкодон беличий (3)
- Neckera pennata — Некера перистая (3)
- Ptilium crista-castrensis — Птилий гребенчатый, или Страусово перо (3)
- Riccia crinita — Риччия косматая (3)
- Riccia fluitans — Риччия плавающая (3)
- Riccia frostii — Риччия Фроста (3)
- Hamatocaulis vernicosus — Гаматокаулис глянцевитый (3)
- Sphagnum riparium — Сфагнум береговой (2)

- Ceratium carolinianum — Цератиум каролинский (1)
- Sphaerozosma vertebratum — Сферозосма позвоночная (1)
- Spondylosium planum — Спондилозиум плоский (1)
- Teilingia wallichii — Тейлингия Валлиха (1)
- Diplopsalis acuta — Диплопсалис острый (3)
- Gomphosphaeria aponina — Гомфосферия апонская (1)
- Heteromastix angulata — Гетеромастикс угловатый (1)
- Tolypella prolifera — Толипелла пролифелирующая (3)
- Tabellaria fenestrata — Табеллария продырявленная (3)
- Thalasiossira bramaputrae — Талассиосира брамапутра (2)
- Volvox aureus — Вольвокс золотистый (2)

Лишайникобразующие
- Cladonia arbuscula — Кладония лесная (2)
- Cladonia rangiferina — Кладония оленья (2)
- Lathagrium cristatum — Латагриум гребенчатый (3)
- Diploschistes diacapsis — Диплосхистес выполняющий (3)
- Circinaria hispida — Цирцинария щетинистая (2)
- Flavopunctelia soredica — Флавопунктелия соредиальная (3)
- Xanthoparmelia camtschadalis — Ксантопармелия камчатская (3)
- Xanthoparmelia ryssolea — Ксантопармелия грубоморщинистая (3)
- Phaeophyscia constipata — Феофисция скученная (2)
- Peltigera lepidophora — Пельтигера чешуеносная (2)
- Psora decipiens — Псора обманчивая (2)
- Rusavskia elegans — Русавския элегантная (3)
- Dermatocarpon miniatum — Дерматокарпон матово-красный (5)
- Staurothele levinae — Ставротеле Левиной (3)

Не образующие лишайник
- Cortinarius triumphans — Паутинник триумфальный (3)
- Cortinarius violaceus — Паутинник фиолетовый (3)
- Fistulina hepatica — Печеночница обыкновенная (3)
- Geastrum fimbriatum — Звездовик бахромчатый (3)
- Hericium coralloides — Ежовик коралловидный (3)